# Rodrigo Pereira
Rodrigo Antonio Pereira Pereira (* Huechuraba, Santiago, Chile, 10 de mayo de 1982) es un exfutbolista chileno que jugaba de delantero.
Nacido en la población el barrero, comenzó en los equipos amateur Racing del Salto de Recoleta y 20 de Septiembre de Quillota y después se integró a las inferiores de Magallanes.

## Trayectoria
Es en el club Magallanes donde Rodrigo hace las divisiones inferiores y sube al primer equipo profesional, el año 2001. Para los años posteriores es enviado a clubes del futbol amateur para ganar experiencia, primero en Ferroviarios en 2002, Deportivo Lo Barnechea en 2003 y Curicó Unido en 2004, todos equipos de la, en ese momento, Tercera División de Chile. Es en este último donde realizó su mejor campaña hasta ese momento, siendo uno de los goleadores del equipo y estando a punto de lograr el ascenso a Primera B.
Ya para la temporada 2005 regresa a Magallanes, que estaba en Primera B y comienza su ruta por el fútbol profesional. En el elenco carabelero permanece dos temporadas y con buenos registros, para posteriormente volver a Curicó Unido, ahora ya en la segunda categoría del balompié nacional, aunque está vez sin el éxito que tuvo en su anterior paso por dicho club. Luego vendría una seguidilla de clubes del Ascenso en la carrera de Pereira Pereira, los cuales fueron Rangers, Naval, Puerto Montt, Unión La Calera, nuevamente y por tercera vez, Curicó Unido, San Luis de Quillota, y Lota Schwager, donde solo tuvo la campaña en Unión La Calera como destacada, al terminar como subcampeón de la Primera B 2010 y por lo tanto conseguir el ascenso a la Primera División chilena.

## Clubes
| Club                  | País  | Año       |
| --------------------- | ----- | --------- |
| Magallanes            | Chile | 2001      |
| Ferroviarios          | Chile | 2002      |
| Barnechea             | Chile | 2003      |
| Curicó Unido          | Chile | 2004      |
| Magallanes            | Chile | 2005-2006 |
| Curicó Unido          | Chile | 2007      |
| Rangers               | Chile | 2008      |
| Naval                 | Chile | 2009      |
| Deportes Puerto Montt | Chile | 2009      |
| Unión La Calera       | Chile | 2010      |
| Curicó Unido          | Chile | 2011      |
| San Luis              | Chile | 2012      |
| Lota Schwager         | Chile | 2014      |